# Therese Ahlepil
Maria Therese Ahlepil, född 13 juli 1976 i Hyllie, är en svensk före detta friidrottare (medeldistanslöpare) som tävlade för klubben Rånäs 4H. Hon är syster till Kristin Ahlepil och Björn Ahlepil som också är friidrottare.

## Personliga rekord
| Utomhus - 400 meter – 55,58 (Stockholm 1 augusti 2000) - 800 meter – 2:04,39 (Göteborg 5 september 2004) - 800 meter – 2:05,75 (Karlstad 20 juli 2006) - 1 500 meter – 4:25,63 (Göteborg 3 juli 2004) | Inomhus - 400 meter – 56,17 (Umeå 23 januari 2005) - 800 meter – 2:05,39 (Stockholm 15 februari 2005) - 800 meter – 2:05,70 (Stockholm 17 februari 2000) |

### Fotnoter
1. 1 2 3 4  Wiger 2006, s. 190.
2. ↑  ”Stora SM 2006, dag 2”. turebergfriidrott.se. Arkiverad från originalet den 10 juni 2015. https://web.archive.org/web/20150610133650/http://turebergfriidrott.se/statistik/SM2006/2006_reslord.htm. Läst 19 april 2013.
3. ↑  Wiger 2006, s. 193.
4. 1 2 3 4 5 6 7  Wiger 2006, s. 255.
5. 1 2 3  Wiger 2006, s. 256.
6. ↑  ”Stora inne-SM 2003, resultat” (html). friidrott.stockholm.se. http://www.friidrott.stockholm.se/ism/resultat/p_resultat.html. Läst 14 april 2015.
7. ↑  ”Stora inne-SM 2005, resultat” (pdf). mai.se. Arkiverad från originalet den 21 februari 2006. https://web.archive.org/web/20060221095925/http://www.mai.se/resultat/resultatlista-ism.2005.pdf. Läst 12 april 2015.
8. ↑  Sveriges befolkning
1990:
Ahlepil, Maria Therese
9. 1 2 3 4 5 6  ”Personsida på AllAthletics”. all-athletics.com. Arkiverad från originalet den 24 juni 2016. https://web.archive.org/web/20160624184426/http://www.all-athletics.com/en-us/athlete/148038. Läst 28 september 2016.
10. ↑  ”Syskonen återförenades på Eksjös gator”. tranastidning.se. 30 maj 2014. Arkiverad från originalet den 11 juni 2016. https://web.archive.org/web/20160611121545/http://www.tranastidning.se/article/syskonen-aterforenades-pa-eksjos-gator/. Läst 20 maj 2016.
11. 1 2  ”Personsida hos IAAF”. iaaf.org. https://www.iaaf.org/athletes/sweden/therese-ahlepil-174373. Läst 28 september 2016.